# Banjar Agung (Sekampung Udik)
Banjar Agung is een bestuurslaag in het regentschap Lampung Timur van de provincie Lampung, Indonesië. Banjar Agung telt 3232 inwoners (volkstelling 2010).